# الدولة القراخانية
الدولة القراخانيّة أو الدولة الأفراسيابيّة هي دولة مسلمة في تركستان الشرقية، حكمها أتراك الإيغور والقارلوق، وتمددت في بلاد ما وراء النهر، سنوات 840-1212 م.

## المقر

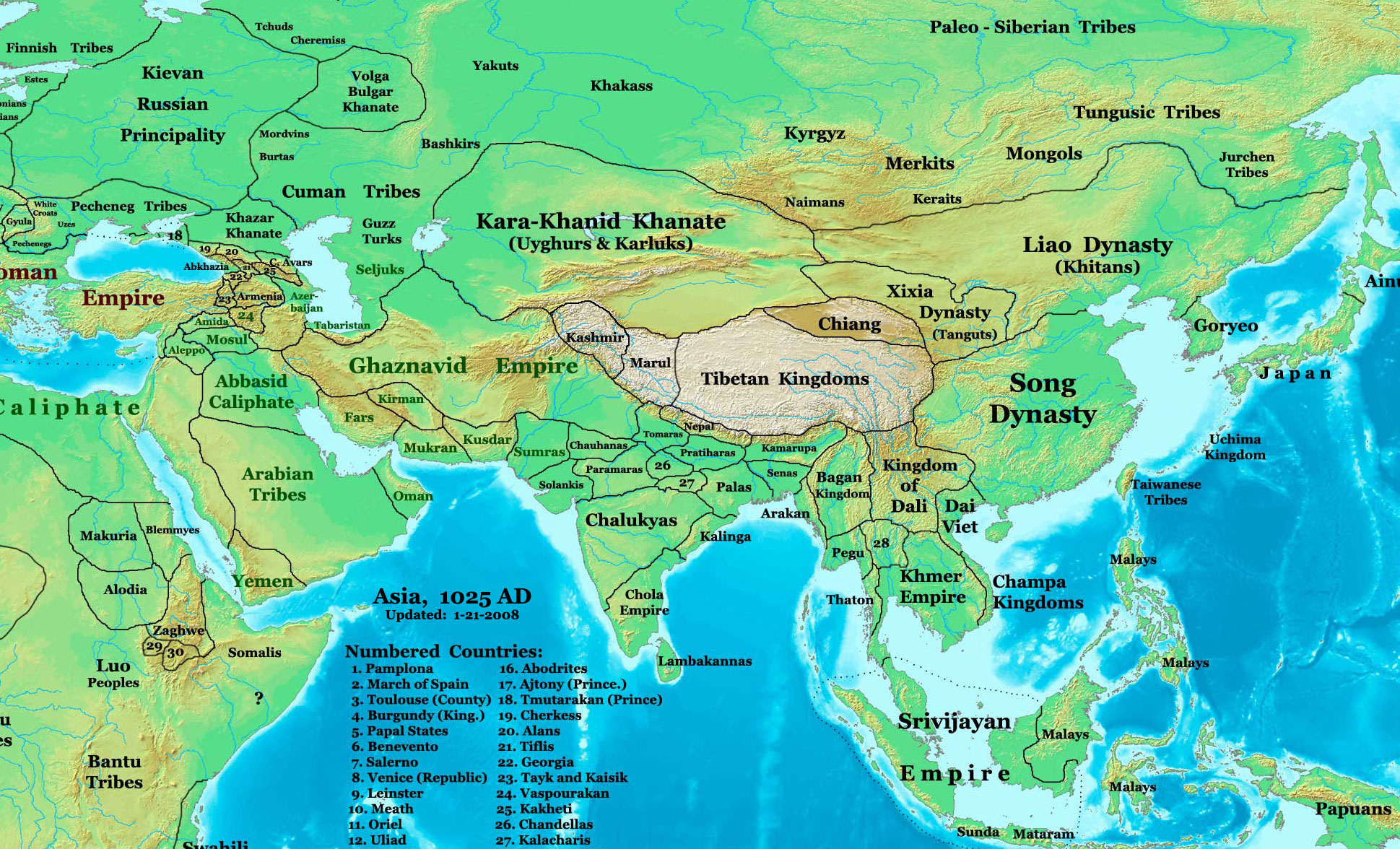
آسيا في 1200 م، تبين قرة خانات وجيرانها.

تنحدر هذه الأسرة من قبائل القرلق التركمانية، والتي تنمي إلى اتحاد كبير كان يضم أكثر القبائل التركمانية التي استوطنت منغوليا. نزحت القبيلة إلى منطقة كشغر منذ القرن الـ8 م. كانوا في أول أمرهم من رعايا الأباطرة اليوغور. تولوا حكم المناطق التي استقروا فيها ثم استقلوا بالأمر، أصبحت مملكتهم مجزأة إلى قسمين (خاقانيتين) يحكم كل منها خاقان كبير (أعظم)، القسم الشرقي وعاصمته قرا أوردو، القسم الغربي وكانت حاضرته في طراز أولا ثم كشغر.

## أحداث
دخل حكام دولة القراخانات الإسلام منذ القرن الـ10 م. قام أبو موسى هارون (982-993 م) بغزو بخارى سنة 992 م. ضم خلفاؤه من بعده وحتى سنة 999 م كل المناطق التي كانت خاضعة لدولة السامانيين. دخلوا منذ سنة 1008 م في صراع مع الغزنويين أولا ثم السلاجقة منذ 1040 م. سنة 42/1041 م اكتملت عملية تقسيم المملكة إلى جزئين مستقلين (خاقانيتين) في الشرق والغرب. عرفت خاقانية الشرق مرحلة من الاستقرار تحت حكم كل من أبي شجاع أرسلان (1032-57/1056 م) ثم طغرل الأول (1057-75/1074 م). منذ عهد هارون الثاني (75/1074 -1102 م) أصبحت دولة القراخانات تحت وصاية السلاجقة. وقعت الخانية الشرقية سنة 1130 م تحت ضربات القبائل القراخطائية المنغولية، ثم قام الخوارزميون سنة 11/1210 م بالقضاء على آخر القراخانات في كشغر.
عرفت الخاقانية الغربية عهدا من الرخاء أثناء حكم إبراهيم الأول (1038-1067 م) والذي استقر في سمرقند منذ 1042 م. ازدهرت حركة العمران في عهد نصر الثاني (1067-1080 م). بعد قيام السلاجقة بالاستيلاء على بخارى و سمرقند، صار الخاقان أحمد الأول (1081-95/1089 م) تحت وصايتهم. أصبح الحكام السلاجقة يقومون بعزل وتولية الخاقانات من أسرة القراخانات. منذ 1141 م تحول هؤلاء عن وصاية السلاجقة إلى القراخطائيون، ثم إلى الخوارزمشاهات منذ 1180 م. سنة 1212 م أنهى الخوارزمشاهات حكم القراخانات وقاموا بخلع آخر حكامهم «ألغ سلطان عثمان» (1200-1212 م).

## الحضارة
الأويغور أقاموا دولة جديدة -بعد دولة الأورخون الأويغورية- في بلدهم الحالية في القرن التاسع الميلادي ثم انقسموا إلى دولتين بسبب الاختلاف الدينى وذلك باسم الدولة القراخانية الإسلامية(850م-1212م) والدولة الإديقوتية(850م-1335م) غير الإسلامية.
إن الحضارة ازدهرت عند الأويغور في عهود دولة القراخانيين وخانية إديقوت ووصلت إلى مستوى الحضارة التقليدية، وهذا ما قررته دراسات العلماء في داخل تركستان وخارجها.
فعلى سبيل المثال يقول: العالم الإنجليزي أ، ستاين: «لقد سبق الأويغور القبائل التركية الأخرى في آسيا الوسطى في الحضارة بزمن طويل»(1).
ويقول المستشرق الفرنسي ر، جروست: «قد كان الأويغور أساتذة الحضارة في آسيا الوسطى»(2).
ويقول عالم فرنسي آخر وهو هاملتون مؤكدا: «إن الأويغور كانوا أصحاب حضارة متقدمة منذ القرن التاسع الميلادي....ومع تقدم الأويغور في الحضارة تقدما كبيرا استحقوا قبل القرن الثالث عشر لقب «أساتذة الحضارة» بالنسبة للقبائل التركية والمنغولية».(3)
وحضارة الأويغور التي وصلت إلى مستوى الحضارة التقليدية في العصور الوسطى تتمثل في أي مجالات؟ فيوضح هذا الباحث الصيني لي يونغ هذا في مقالته بعنوان: «الأويغور أساتذة المعرفة الذين حققوا المجد التاريخي» إن الحضارة النموذجية للأويغور ترتكز في خمس نقاط:
1-	استخدام الكتابة ونشرها.
2-	تصدير اللغة الأدبية للغرب (يقصد بها غرب آسيا الوسطى).
3-	تصدير الطباعة للغرب.
4-	ثراء الوثائق الحضارية التاريخية.
5-	نشر الثقافة الدينية.(4).
إن معظم القبائل المتحدث بالتركية في آسيا الوسطى قضت حياتها في الخيام المصنوعة من اللبد جريا وراء المياه متنقلين يتتبعون أفواج الأنعام، ومعظم القبائل المتحدثة بالتركية لم تترك عاداتهم هذه حتى بعد أن وصلوا إلى عهد خانية التركية.
ويمكن أن تلاحظ مستوى الحضارة عند الأويغور في عهود القراخانيين وخانية إديقوت في النقاط التالية:

### التحول من البداوة للزراعة
اشتغال الأويغور بالزراعة، وتحولهم من حياة التنقل إلى حياة الاستقرار، واعتيادهم الحياة المدنية كانت قد سبقت الآخرين. وفي هذا الصدد يقول العالم الروسي أ، ي، ياكووسكي: «إن الغالبية العظمى للأويغور بدأوا الاشتغال بالزراعة المستقرة قبل القبائل المتحدثة بالتركية... وأبدعوا الكتابة الخاصة بهم قبل القبائل التركية ومن ثم أصبحوا أرقى الشعوب تقدما في الحضارة بين الشعوب القاطنة في آسيا الوسطى».(5)
إذن، كان معظم الأويغور في عهد القراخانيين يشتغلون بالزراعة، وأصبحت مناطق يته سو وما وراء النهر وبساتين كاشغر وخوتان أفضل بيئة للفلاحة والزراعة، وكانت الرعي شيء ثانوي وإضافي بجانب الفلاحة.

### الحياة الحضرية

ضريح عائشة بيبي (بعد الترميم) بالقرب من طرز.

وما ورد في كتاب محمود الكاشغري من أن الأويغور كانت لهم المدن الخمس في وادي تنغري تاغ، هذه المقولة تصل إلى القرن الرابع قبل الميلاد.
وبناء على ما ورد في وثيقة مانية، ذكر أن في داخل حدود دولة إديقوت توجد 22 مدينة.
وفي عهد القراخانيين تم بناء العديد من المدن في رياض كاشغر ويته سو وما وراء النهر.
إذن، إن مفهوم الحياة المدنية لدى الأويغور لها خلفية تاريخية موغلة في القدم.

### التجارة
اتجهت المهن اليدوية وأمور التجارة نحو التخصص، فمهن الأويغور اليدوية أظهرت مهارتهم وتفننهم في إعداد أنواع الأطعمة والأشربة والملابس المتنوعة للرجال والنساء، وفي فن العمارة وصياغة مواد الزينة وصناعة أدوات الحياة اليومية.
إن الأويغور قد لعبوا دورا نشطا ورياديا في حركة التجارة على طريق الحرير ابتداء من عهد خانية أويغور.
تقول الباحثة الألمانية السيدة جابائن وهي بصدد الحديث عن التجارة عن الأويغور: «اشتغل الأويغور بالتجارة، واستفادوا منها كثيرا، وكان الحاسة التجارية لديهم عالية جدا تجاه حاجة الشعوب الأخرى إلى البضائع وقدرتها على الشراء»(6).
وكتب المؤلف الروسي ج. وردانسكي قائلا:«إن دور الأويغور كبير جدا في تاريخ آسيا الوسطى في العصور الوسطى سواء في السياسة أو الحضارة. إن الأويغور الذين سيطروا على وسط طريق التجارة الممتد من الصين حتى بحر الكاسبي، قد لعبوا دور الوسيط في التبادل الحضاري بين الصين والهند وإيران في مجالات مختلفة»(7). إذن، يمكن القول إن الأويغور اعتمدوا على التجارة كدعامة أساسية للتنمية الاجتماعية. واستفادوا من الشعوب المجاورة التكنولوجيا الجديدة والفكرالجديد ونشروا هذا التكنولوجيا الجديد والفكر الجديد إلى الدول المجاورة (8).

### الطب
ما زال المؤلفات التي كتبها الأويغور قبل 1000 سنة في علوم الطب محفوظة حتى الآن. ويتبين من خلال النظر في هذه المؤلفات أن الطب قد اكتملت ونضجت عند الأويغور منذ زمن بعيد، كما تدل هذه المؤلفات على مستوى التقدم الحضاري لدى الأويغور.
يقول الدكتور التركي أ. سهيل الذي درس الآثار الطبية في مدينة طورفان في تقييمه لإنجازات أويغور(اديقوت) في المجال الطبي: «إن حضارة الأويغور التي حققت إنجازات ليس في مجال العلم وحده، بل في مجال الطب أيضا تأتي في مقدمة الحضارات المعاصرة في مختلف النواحي، ولقد حافظ الأويغور على العلم والمعرفة والطب في آسيا من بين الشعوب التركية"(9).
حقق الأويغور في دولة القراخانية والإديقوتية نجاحا مرموقا في الفنون الطبيعية والطب والفلك والتقويم والعمارة وفن التصوير والنقاش والتحنيط(10).

### الوعي القومي
ارتفع لدى الأويغور الوعي القومي ومفهوم القومية منذ خانية الأويغور منذ القرن السابع بوضوح تام.
ولقد عرف اسم «الأويغور» العرقي أولا قبل الشعوب والقبائل المتحدثة بالتركية.
وما ورد في «أوغوزنامه» من تسمية أوغوزخان القبيلة الرئيسية التي ساندته باسم «الأويغور» توضح كون القبائل الأويغورية قد استحقت هذا الاسم منذ أواخر المجتمع الابتدائي. كما توضح سبب افتراض بعض اللغويين أن اسم «أغور-الأويغور» قد وجدت في عهد لغات آلتاي.(11)
إن قبائل الأويغور وإن توحدت تحت اسم «دنغلينغ» في القرن الثالث قبل الميلاد، إلا أنهم منذ القرن الخامس الميلادي عرفوا باسم «الأويغور العشرة» وبإسم «الأوغوز التسعة». ومنذ ذلك الحين بدأت قبائل «الأويغور العشرة» و«الأوغوز التسعة» في صناعة تاريخهم القومي كقبيلة رئيسة للقبائل الأويغورية.
إن اسم الأويغور في عهد خانيات الأويغور وإن استعملت كإسم قومي عام للقبائل الأويغورية التي انضمت تحت لواء القبيلة الرئيسة «الأويغور العشرة» و«الأوغوز التسعة»، إلا أنه في أحيان كثيرة قد استخدمت اسم «الأويغور العشرة» و«الأوغوز التسعة» اسم كل واحدة على حدة أو مقترنة.
وما زال اسم «الأويغور» تستعمل كإسم قومي عام منذ عهد الدولة القراخانية والإديقوتية حتى يومنا هذا.

## قائمة الحكام

### الأشهر
1. ستوق بغرا خان (مؤسس الدولة)
2. هارون بغراخان ( استولى على بخارى فترة من الوقت)
3. نصر بن علي (استولى على بخارى و سمرقند نهائياً)
4. يوسف قدرخان (تحالف مع الغزنيون و احتل مناطق في بلاد الصين)
5. إبراهيم تنفاج (ازدهرت الحياة العلمية في عهده و اعتنى ببناء المساجد و المدارس) توفي عام 406 هـ

### ملوك قبل الإسلام
- بلغ كل قادر خان [الإنجليزية] (840–893)
- بازير أرسلان خان [الإنجليزية] (893–920)
- أوغولجاك خان [الإنجليزية] (893-940)

### الأمراء
- ستوق بغرا خان 920–955، اعتنق الإسلام في عام 932، [6] في عام 940 استولى على السلطة على قارلوق، وهو مؤسس الدولة الفعلي، ومن أشهر أعلام الإيغور
- موسى بغرا خان [الإنجليزية] 955–958
- سليمان أرسلان خان 958 - 970
- علي أرسلان خان [الإنجليزية] 970–998، القاغان العظيم
- أحمد أرسلان قره خان 998 - 1017، ابن علي أرسلان
- منصور أرسلان خان (1017–1024) ابن علي أرسلان
- محمد توغان خان 1024–1026، ابن حسن بن سليمان
- يوسف قادر خان 1026–1032 ابن حسن بن سليمان
- علي تجن بغرا خان [الإنجليزية] (1020–1034)، القاغان العظيم في سمرقند، ابن حسن بن سليمان
- أبو شجاع سليمان 1034 - 1042

### القراخانيون الغربيون
- تمغاش خان إبراهيم [الإنجليزية] (المعروف أيضًا باسم بوريتيجين) ج. 1040-1068
- شمس الملك نصر [الإنجليزية] 1068–1080: تزوج عائشة ابنة ألب أرسلان.[7]
- الخضر 1080-1081
- أحمد 1081 - 1089
- يعقوب قادر خان 1089 - 1095
- مسعود 1095-1097
- سليمان قادر تمغاش 1097
- محمود أرسلان خان 1097 - 1099
- جبرائيل أرسلان خان 1099 - 1102
- محمد أرسلان خان 1102 - 1129
- نصر 1129
- أحمد قادر خان 1129 - 1130
- حسن جلال الدنيا 1130 - 1132
- إبراهيم ركن الدنيا 1132
- محمود 1132 - 1141
- إبراهيم طبغش خان 1141 - 1156
- علي شاغري خان 1156 - 1161
- مسعود طبغش خان 1161 - 1171
- محمد طبغش خان 1171 - 1178
- إبراهيم أرسلان خان 1178 - 1202
- عثمان بن إبراهيم القاراخاني [الإنجليزية] 1202–1212

### القراخانيون الشرقيون
- أبو شوكة سليمان 1042 - 1056
- محمد بن يوسف 1056-1057
- إبراهيم بن محمد خان 1057 - 1059
- محمود 1059–1075
- عمر (قره خانيد) 1075
- أبو علي الحسن 1075 - 1102
- أحمد خان 1102 - 1128
- إبراهيم بن أحمد 1128 - 1158
- محمد بن إبراهيم 1158–؟
- يوسف بن محمد؟ – 1205
- إبول الفتح محمد 1205–1211